# Onoribo
Onoribo is een plantage, gelegen in het Surinaamse district Para.
De plantage wordt voor het eerst genoemd op de zogenaamde Kaart van Lavaux uit 1737, maar zij was al bekend in 1699. De plantage was 2710 akkers groot. De eigenaar was Sara Jacoba Boogaard, weduwe van Gillis Daenens. Zij overleed in 1749 en in de inventaris van haar bezittingen stond vermeld dat Onoribo een kleine suikerplantage met 82 slaven was. De plantage werd getaxeerd op 82.189,60 gulden. 
In 1766 overvielen de Kwinti-marrons Onoribo. In 1770 is de plantage in handen van de firma N. de Kruyt en Compagnons. In 1793 wordt in de Surinaamse almanak aangegeven dat de plantage een houtgrond is en dat dan de eigenaar de erven C.G. Nobel zijn. Gerrit Haydts is de directeur en als administrateurs zijn aangesteld de heren J.F. Andree en Zoon.

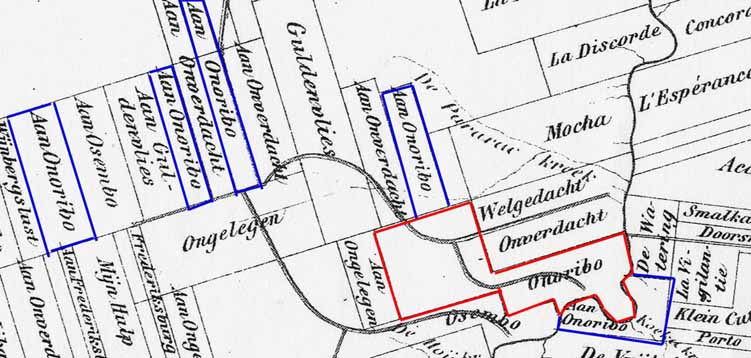
Rood gemarkeerd op de kaart is de plantage Onoribo; blauw gemarkeerd zijn de andere plantages van dezelfde eigenaar.

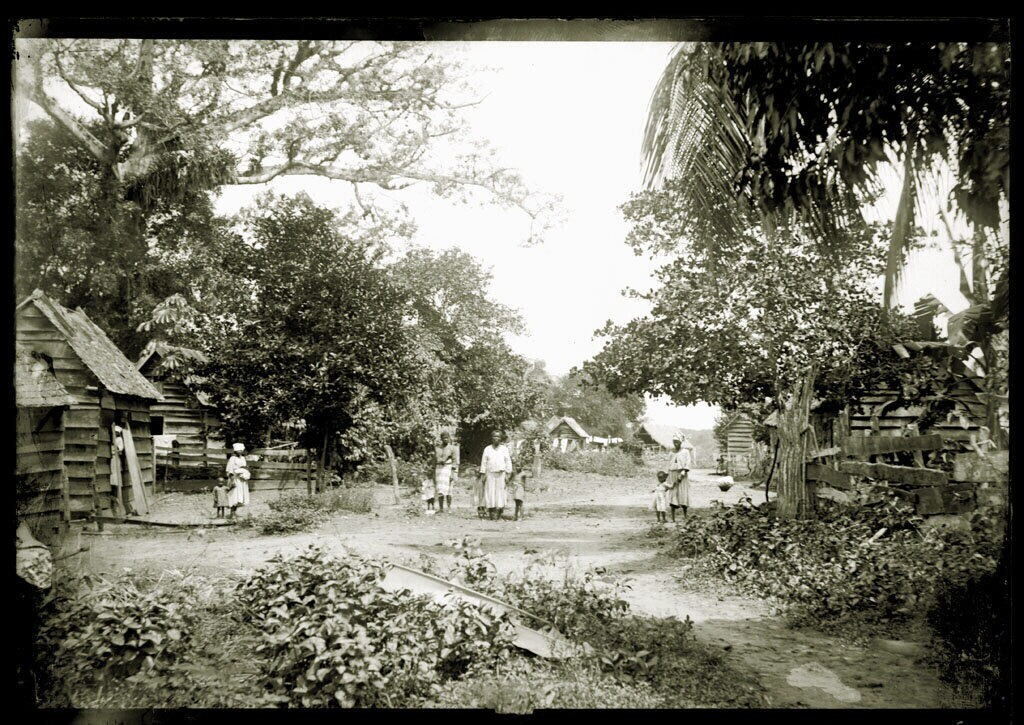
Vrouwen en kinderen te midden van hun huizen, foto Théodore van Lelyveld, tussen 1895 en 1898

François Gaspard Caupain en William Fransua (François) Caupain (mede)eigenaar van Plantage Overtoom werden ieder voor de helft eigenaren van 1392 van de 1440 aandelen (96,7%) in plantage Onoribo. Deze aandelen werden via een publieke veiling bij het 'Surinaams Departement der Onbeheerde Boedels en Weezen' onder vendumeester J.C. Gomperts geveild. De inboedelveiling werd op 29 juni 1865 via een Surinaamse Staatspublicatie gepubliceerd in de West-Indiër, een 'dagblad toegewĳd aan de belangen van Nederlandsch Guyana'. De overige 48 aandelen eigendom in houtgrond Onoribo zijn op 14 juli 1865 onder akte van transport via Martini van Geffen - de griffier bij het Gerechtshof - gepasseerd als evenredig deel eigendom toebehorende aan François Gaspard Caupain en zijn (stief)zoon William Fransua.
Bij publiek openbare veiling is de helft van hierboven vermeld totaal eigendom in houtgrond Onoribo, uitsluitend het 50% aandeel van William Fransua Caupain als onbeheerde boedel ter verkoop aangeboden onder notaris J.W.J. Pape per 31 juli 1873 via Staatspublicatie aangekondigd op 27 juni 1873.
Op 3 mei 1900 is de plantage gekocht door vrijgemaakte bewoners van Onoribo. Ter herinnering hieraan is in 2014 (of eerder) het Eigenarenmonument plantage Onoribo opgericht. De tekst op het monument luidt: "Dit monument is vervaardigd ter ere van onze voorouders de kopers van de Plantage Onoribo op 3 mei 1900".